# Copa Brasil de Voleibol Masculino
A Copa Brasil de Voleibol Masculino é um torneio anual organizado pela Confederação Brasileira de Voleibol (CBV). Foi criado em 2007, disputado por quatro equipes em caráter amistoso. Em 2014 foi reformulado e passou a contar com as oito equipes melhor classificadas do primeiro turno da temporada em curso da Superliga Série A. 
Em sua segunda edição seguida o número e o formato de disputa também mudaram. Em 2015, dez equipes brigaram pelo título, divididos em quatro fases: classificatória, quartas de final, semifinais e final.

## História
A primeira edição da Copa Brasil foi realizada no ano de 2007, em Joinville, Santa Catarina. As equipes do ASE Sada Betim, do Minas, do Cimed EC e do Unisul EC, reuniram-se no Centro de Eventos Cau Hansen, em Joinville, em busca do primeiro título. Na final, a equipe catarinense do Cimed venceu os mineiros do Minas pelo placar mínimo de 3–2.
Após um hiato de sete anos, a competição retorna em 2014, em Maringá, no Paraná ampliando a quantidade de participantes de quatro para oito. A classificação deu-se a partir das oito melhores equipes do primeiro turno da fase classificatória da Superliga Série A de 2013–14.

## Títulos

### Por clube
| Equipe                  | Campeão | Vice-campeão | Terceiro lugar |
| ----------------------- | ------- | ------------ | -------------- |
| Sada Cruzeiro           | 8       | 0            | 3              |
| FUNVIC/Vôlei Taubaté    | 2       | 1            | 2              |
| Minas Tênis Clube       | 1       | 2            | 1              |
| Cimed EC                | 1       | 0            | 0              |
| SESI-SP                 | 0       | 4            | 2              |
| Vôlei Renata/Campinas   | 0       | 3            | 2              |
| Farma Conde/São José    | 0       | 1            | 0              |
| Vedacit Vôlei Guarulhos | 0       | 1            | 0              |
| Vôlei SESC-RJ           | 0       | 0            | 1              |

### Por estado
| Equipe         | Campeão | Vice-campeão | Terceiro lugar |
| -------------- | ------- | ------------ | -------------- |
| Minas Gerais   | 9       | 2            | 4              |
| São Paulo      | 2       | 10           | 6              |
| Santa Catarina | 1       | 0            | 0              |
| Rio de Janeiro | 0       | 0            | 1              |